# Niobiany(V)
Niobiany(V) – związki nieorganiczne, formalnie sole kwasu niobowego(V); w rzeczywistości nie zawierają jonów NbO−
3, lecz są mieszanymi tlenkami, np. Li
2O·Nb
2O
5 lub CaO·Nb
2O
5. Metaniobiany metali alkalicznych (MI
NbO
3) są bezbarwnymi ciałami krystalicznymi, praktycznie nierozpuszczalnymi w wodzie. 

## Przykłady niobianów
- niobian litu, LiNbO
3 – ważny materiał optyki nieliniowej[3]; podwaja częstotliwość światła (np. zmienia długość fali 1064 nm lasera Nd-YAG na światło zielone o długości fali 532 nm)[4]; stosowany w falowodach, podwajaczach częstotliwości i pamięciach holograficznych[5], a także jako ferroelektryk[6] i w czujnikach IR[7],
- niobian sodu, 2NaNbO
3·7H
2O – ważny związek w procesie oczyszczania materiałów zawierających niob[8]
- niobian ołowiu(II), Pb(NbO
3)
2 – pierwszy odkryty ferroelektryk nieperowskitowy; stosowany w przetwornikach[9]

Niobianem jest też minerał kolumbit, (Fe,Mn)(NbO
3)
2.

## Otrzymywanie
Można je otrzymać prażąc tlenek niobu(V) z solami lub wodorotlenkami odpowiednich metali, np.:
- Nb
2O
5 + Li
2CO
3  →  2LiNbO
3 + CO
2↑[2]
- Nb
2O
5 + 2NaOH  →  2NaNbO
3 + H
2O↑[10]
- Nb
2O
5 + PbSO
4  →  Pb(NbO
3)
2 + SO
3↑[9]

Prażenie należy wykonywać w tyglach platynowych lub ze stopu złota z palladem. Podczas procesu należy zapewnić dostęp tlenu, aby nie doszło do redukcji związków. Temperaturę należy zwiększać powoli do wartości nieco niższej od temperatury topnienia składników. Po kilku godzinach mieszaninę schładza się i proszkuje, po czym proces powtarza się jeszcze dwukrotnie. W celu uzyskania związku o pożądanej stechiometrii należy zastosować odpowiednie stosunki molowe substratów. Np. można uzyskać następujące niobiany potasu: 3K
2O·NbO
5, K
2O·NbO
5 (KNbO
3), 2K
2O·3NbO
5, K
2O·3NbO
5, 3K
2O·22NbO
5, 6K
2O·7NbO
5 i 7K
2O·6NbO
5. Metaniobiany (MI
NbO
3) są nierozpuszczalne i można je oczyścić od nadmiaru alkaliów przez ekstrakcję ciepłą wodą. 
Niektóre niobiany, np. LiNbO
3, wytwarza się metodą Czochralskiego w formie monokryształów. 